# Anthicus abashirensis
Anthicus abashirensis là một loài bọ cánh cứng trong họ Anthicidae. Loài này được Nakane miêu tả khoa học năm 1988.